# Wintersportzentrum Galkan
Das Wintersportzentrum Galkan ist eine Eissporthalle in der turkmenischen Hauptstadt Aşgabat. Es wurde im Jahr 2014 eröffnet und fasst 630 Zuschauer. Die Eishalle dient als Heimstadion des national sehr erfolgreichen Teams HK Galkan.

## Baugeschichte
Das Wintersportzentrum Galkan ist Ausdruck der wachsenden Popularität des Eishockeys in Turkmenistan. Das Stadion wurde von einer turkmenischen Firma errichtet und befindet sich auf dem Gelände des Innenministeriums. Anlässlich des Weltgesundheitstages am 7. April eröffnete Turkmenistans Präsident Gurbanguly Berdimuhamedow die Halle. Bei der Eröffnung traten unter anderem junge Eiskunstläufer auf und einige Eishockeyspiele zwischen Klubs aus Asgabat wurden ausgetragen. Zu Gast war bei dieser Gelegenheit der belarussische Botschafter Oleg Tabanuhov, der mit dem turkmenischen Präsidenten engere Kooperationen in den Bereichen Wirtschaft, humanitäre Angelegenheiten und vor allem im Sport verabredete.